# Waldschlößchen (Meuselwitz)
Waldschlößchen ist eine Siedlung mit ehemaliger Gaststätte, die zum Ortsteil Wintersdorf der Stadt Meuselwitz im Landkreis Altenburger Land in Thüringen gehört.

## Lage
Nördlich von Wintersdorf befindet sich die Ansiedlung Waldschlößchen an der Landesstraße 2174 nahe der Schnauder. Sie besteht aus 24 Wohnhäusern.